# Challenger de Chengdu
El Chengdu Challenger es un torneo profesional de tenis. Pertenece al ATP Challenger Series. Se juega desde el año 2016 sobre pistas dura, en Chengdu, China.

## Palmarés

### Individuales
| Año  | Campeón     | Finalista             | Resultado |
| ---- | ----------- | --------------------- | --------- |
| 2016 | Jason Jung  | Rubén Ramírez Hidalgo | 6–4, 6–2  |
| 2017 | Lu Yen-hsun | Evgeny Donskoy        | 6–3, 6–4  |

### Dobles
| Año  | Campeones                    | Finalistas                      | Resultado         |
| ---- | ---------------------------- | ------------------------------- | ----------------- |
| 2016 | Gong Maoxin Zhang Ze         | Gao Xin Li Zhe                  | 6–3, 4–6, [13–11] |
| 2017 | Sriram Balaji Vishnu Vardhan | Hsieh Cheng-peng Peng Hsien-yin | 6–3, 6–4          |